# Отечественные записки

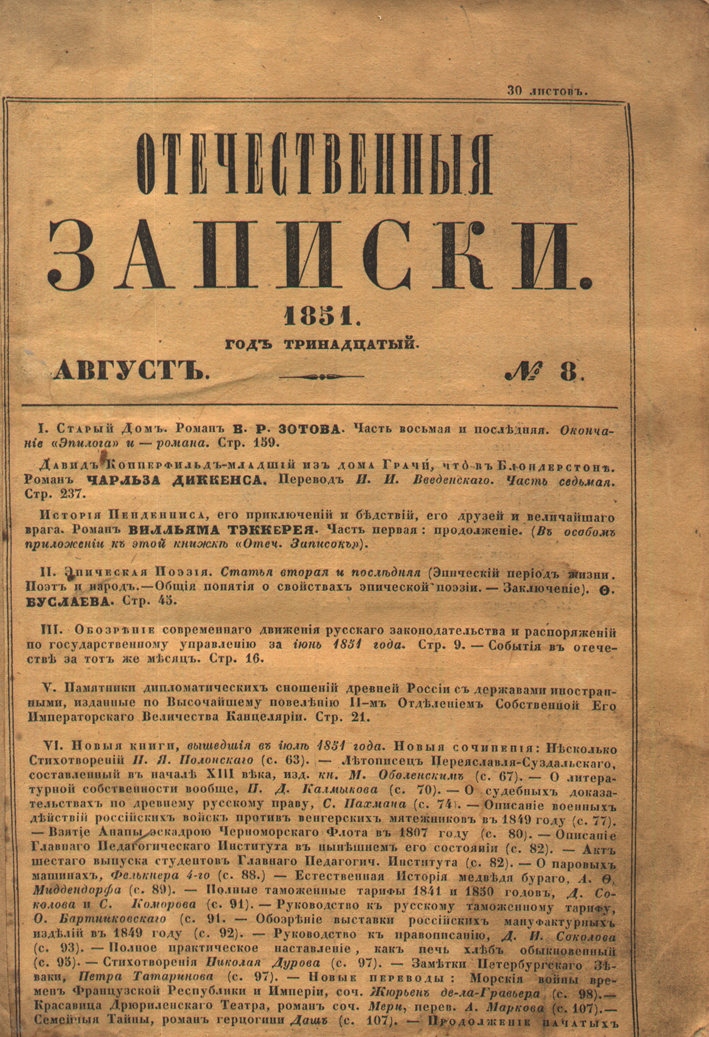

«Отечественные записки» (укр. Вітчизняні записки) — російський літературний журнал, що видавався в Санкт-Петербурзі на щомісячній основі між 1818 і 1884. Журнал обслуговував ліберально налаштованих читачів, відомих як інтелігенція. Такі видатні романи, як «Пан Халявський» Григорія Квітки-Основ'яненка (1839), «Обломов» Івана Гончарова (1859) вперше з'явилися в журналі «Отечественные записки».

## Історія
На початку 1820-х в журналі брав участь журналіст, письменник, історик Микола Полевой.
Журнал не торкався політичних питань і дотримувався лоялістської позиції, в зв'язку з чим не отримав достатньої уваги читачів. Доходи видавництва були невисокі, і в 1831 році Павло Свиньїн (засновник) його закрив.
Після смерті засновника в 1839 році власником став Андрій Краєвський. Критичним відділом керував спочатку Василь Межевич, а потім Бєлінський.